# Aeroportul Noumérat – Moufdi Zakaria
Aeroportul Noumérat – Moufdi Zakaria (IATA: GHA, ICAO: DAUG) este un aeroport din Provincia Ghardaïa, Algeria ce deservește zona Ghardaïa. A fost numit după Moufdi Zakaria⁠(d).
Situat la o altitudine de 461 m, aeroportul dispune de 2 piste.

## Infrastructură

### Piste
Aeroportul dispune de 2 piste. Pista 18/36 are suprafața de asfalt și dimensiunile 2.400 m × 45 m. Pista 12/30 are suprafața de asfalt și dimensiunile 3.100 m × 60 m. 